# Emmanuel Ebiede
Emmanuel Ebiede (Port Harcourt, 27 maart 1978 – aldaar, 14 april 2023) was een Nigeriaans voetballer die doorgaans als middenvelder speelde.

## Clubloopbaan
Ebiede begon bij Sharks FC voor hij in 1995 in België bij Eendracht Aalst ging spelen. In 1997 kwam hij bij sc Heerenveen. Daar werd zijn contract in oktober 1999 ontbonden. Vervolgens ging hij naar de Verenigde Arabische Emiraten waar hij voor Al-Jazira Club, Al Ain FC, Al-Dhafra SCC en Al-Wasl Club speelde. In 2004 ging hij naar Israël en speelde daar voor MS Ashdod, Maccabi Petach Tikwa en Hapoel Bnei Lod. Hij keerde terug in Nigeria bij Bayelsa United FC waarmee hij in 2010 degradeerde. Hierna keerde hij terug bij zijn jeugdclub Sharks FC waar hij in 2011 zijn loopbaan beëindigde

## Interlandloopbaan
Ebiede maakte deel uit van de Nigeriaanse selectie op het Afrikaans kampioenschap voetbal onder 21 - 1995 in Nigeria waar een derde plaats behaald werd. Hij speelde driemaal voor het Nigeriaans voetbalelftal tussen 1998 en 2001.

## Overlijden
Ebiede had hepatomegalie, waaraan hij op 45-jarige leeftijd overleed.